# مطار أبالاتشيكولا الإقليمي
.